# Adoukandji
Adoukandji est un arrondissement du département de Couffo au Bénin. 

## Géographie
Adoukandji est une division administrative sous la juridiction de la commune de Lalo et compte 06 villages que Adoukandji, Ahouada, Kingnenouhoue, Lome, Sewahoue, Yamontou.

## Démographie
Selon le recensement de la population effectué par l'Institut National de la Statistique du Bénin en 2013, Adoukandji compte 16 490 habitants.